# Alfred Aberl
Alfred „Fred” Aberl (ur. 17 czerwca 1924 w Oberellenbach) – zachodnioniemiecki żużlowiec, występujący również na długim torze i na lodzie.

## Życiorys
Wielokrotny reprezentant Niemiec w eliminacjach drużynowych mistrzostw świata (1960, 1961, 1963, 1964, 1965, 1967, 1968) oraz w eliminacjach indywidualnych mistrzostw świata (1952, 1956, 1959, 1961, 1962, 1963, 1965; najlepszy wynik: Oberhausen 1956 – XIV miejsce w finale kontynentalnym).
Siedmiokrotny finalista indywidualnych mistrzostw Europy na długim torze (Helsinki 1959 – VIII miejsce, Plattling 1960 – VIII miejsce, Mühldorf 1962 – XI miejsce, Scheeßel 1964 – XIX miejsce, Mühldorf 1966 – VIII miejsce, Scheeßel 1967 – XIII miejsce, Oslo 1969 – XV miejsce). 